# モータリゼーション

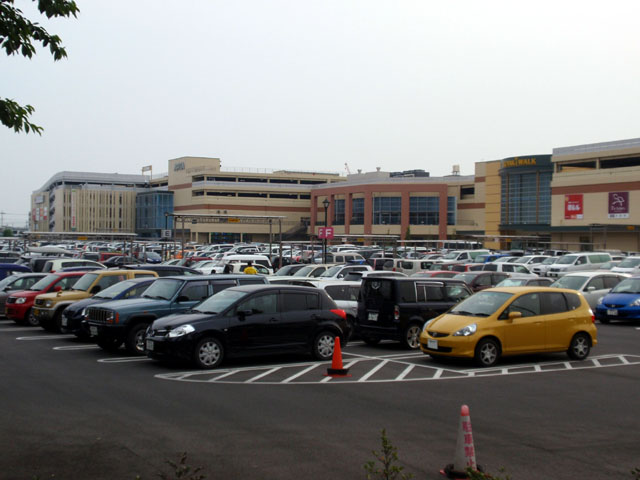
巨大な駐車場を有する大型ショッピングセンター（2009年、群馬県前橋市、けやきウォーク前橋）

モータリゼーション (英: motorization) とは自動車が社会と大衆に広く普及し、生活必需品化する現象のことである。
国立国語研究所では、その「外来語」言い換え提案の中で「車社会化」という代替表現を提示している。

## 概要
モータリゼーションは、国家・地域の枠において経済力・工業力が一定の水準に到達すると、急速な進展を見せることが多い。モータリゼーションの進展とGDPとの間には正の相関があり、国民の年収のおよそ1/3で自動車を購入できる水準になるとモータリゼーションが進む。また所得格差を示すジニ係数が小さい程、普及率が高まるとされる。
先進国では20世紀にモータリゼーションが進んだ。モータリゼーション成立の背景には共通点もあるものの、第一次世界大戦時にすでに有数の工業国となっていたアメリカ合衆国や、第二次世界大戦の敗戦で国力を失った日本など、各国で成立の背景は異なっている。
モータリゼーションによって自動車の利用が増加し、利用形態が発展・多様化することによって、都市の発展や基盤整備には大きな変革の圧力が発生する。例えば道路交通網はモータリゼーションの発生により急速な進歩が求められ、都市部は急激に拡大、郊外化とともに周辺の衛星都市や都市間を結ぶ道路網の発達も加速させる。
また、「大衆車」の発達と普及は、モータリゼーション推進の上で重要な原動力となり、多大な影響を及ぼす。近年の例としては、東ドイツにおいて、ベルリンの壁崩壊前は一般大衆向けの乗用車（トラバント）が極めて入手し難い物であったため、西側経済圏で戦後の経済発展を遂げた当時の西ドイツほど交通網が大衆の自動車利用に対応していなかったところへ、東西ドイツ統合後は自動車利用が一気に拡大したことにより、都市の道路整備の拡充が追いつかずに大規模な渋滞が発生するようになり、日常生活にも支障をきたしているとされている。
モータリゼーションは、都市部や過密地だけでなく、地方や過疎地の生活にも大きな変化をもたらす。高規格道路の整備が進めばより大型の輸送車両が使用可能になり、流通コストと所要時間が大幅に変動することで、産業やそれを支える物流の形態にも大きな変化を発生させるほか、人口の流入・流出（人口流動）も加速させ、さらには自動車産業の発達に伴う景気の上昇といった経済上の変化の発生要因ともなる。
この様な先進国の事例の他にも、現在でも多くの国でモータリゼーションが進行中である。しかし、特にモータリゼーション初期段階の国においては交通安全に寄与する社会的なインフラが、ハードウェア面（道路設備など）においてもソフトウェア面（交通に関するルールの周知とマナーの啓蒙と普及など）においても不足していることが多く、人口当たりの交通事故の発生率が急激に上昇する傾向があり、日本でも高度経済成長期に「交通戦争」が大きな社会問題となった。また、モータリゼーション初期の国においては排出ガス対策も往々にして不十分であり、大気汚染など、都市部を中心に深刻な環境問題を引き起こすことがある。
また、自国に大規模な自動車製造メーカーがある場合には、概してモータリゼーションの進展と共に主要自動車メーカーの経営陣や自動車業界団体が財界・政界で大きな発言力を持つようになり、自動車業界の動向が国家の経済・運輸・国土整備などの成長戦略にも影響を及ぼすようになることもある。
狭義では、「自家用乗用車の普及」という意味で言われることもある。
- モータリゼーションの結果起きた大渋滞（インド、デリーにて）
- モータリゼーションの結果発生した大量の路上駐車
- モータリゼーションの結果、頻繁に発生するようになった自動車事故
- モータリゼーションの結果、建造されるようになった奇妙な建物の例。カルフォルニアのロードサイド建築例。1955年。巨大なドーナツを載せた店舗。
- モータリゼーションの結果建造されるようになった自動車道路の例。国民が支払った税金を大量に投入して建造したのに、あまり自動車が走っていない道路の例（ドイツ、ロストック付近。A20道路）

## 日本における歴史

### 前史
大量生産時代の幕開けの象徴とされるフォード社のT型（フォード・モデルT）の生産は1908年に開始された。1927年の生産終了までに約1,500万台が販売され、当時の馬車の数と入れ替わるほどの革命的商品であった。
フォードT型はベルトコンベア式の大量生産によって安価な価格を実現し、当時のアメリカでの労働者の平均年収600ドルに対してフォードT型は850ドル（のちにさらに値下げ）で販売された。また、フォードT型は農機や農具の修理技術があればユーザーが自身で修理できるような構造で設計された。
ところが、ヘンリー・フォードの品質の確かな商品を安く販売するという考え方は1920年代になって行き詰った。自動車市場の飽和状態によって買い手の中心が買い替え客へとシフトしたため、同じシンプルなスタイルのフォードT型は買い替え商品としての魅力に欠けていたためである。
フォードに対抗してゼネラルモーターズ（GM）は重複する車種体系を整理するとともに、定期的なモデルチェンジ（計画的陳腐化）による買い替え需要の喚起を促した。また、ヘンリー・フォードは自動車はお金を貯めて買うものと考えていたが、GMのアルフレッド・スローンは下取り販売や分割払いを積極的に導入し、1920年代後半にGMはフォードを抜いて世界一の自動車会社となった。
1937年にはアメリカでの自動車生産台数は約400万台に達し、この頃にはアメリカでのモータリゼーションが完成したとされる。
ヨーロッパ各国でも、1930年代にはモータリゼーションが始まっていた。特にドイツのアウトバーンの整備および国民車構想は、ヨーロッパのモータリゼーションを一気に加速させた。

### 高度経済成長期
日本では、1964年の東京オリンピックの直後からモータリゼーションが進んでいった。道路特定財源制度等を使った高速道路の拡張や鋪装道路の増加等の道路整備、一般大衆にも購入可能な価格の大衆車の出現、オイルショック後の自動車燃料となる石油低価格化などが自家用車の普及を後押しした。
まず高度経済成長期に大衆車の量産が開始され、1960年代後半から1970年代にかけて一般家庭にも普及する。いざなぎ景気時代には「三種の神器」としてカラーテレビ・自動車・クーラーが「3C」と呼ばれ庶民の夢となった。この時点での自家用車の普及はある程度収入のある壮年男性、しかも家庭を持つ一家の主から始まった。夫や父の運転する車でレジャーに出かけることが憧れの的となり、自動車メーカーもファミリー層に向けた宣伝広告を行った。まだこの時期には「一家に一台」のレベルであり、運転免許を持たない女性も多かった。この時代に20代から30代であった女性が2020年代には70代から80代の高齢者となっており、この世代の女性は運転免許を取得しないまま高齢となって交通弱者になっていることが多い。
しかし自家用車の普及に道路などのインフラ整備が追いついていなかったこともあり、1970年代には交通事故件数・死者数がピークとなり「交通戦争」とまで呼ばれた。
またこの時期には、国鉄の赤字経営のため度々運賃が値上げされる一方で、多くの既存路線が汽車ダイヤのままでパターンダイヤ化と増発（後のシティ電車化）が進まなかったこと、労使対立による現場の綱紀の乱れやストライキ・遵法闘争の乱発により運行が不安定化したこと、鉄道車両や鉄道駅などにおけるサービスの軽視などにより鉄道離れを加速させた。1970年発売の流行歌『老人と子供のポルカ』では世相を反映して「ゲバ・スト・ジコ」と、学生運動と国鉄のストライキと並んで交通事故が歌われている。
日本列島改造論により高度成長期から道路整備が推進され、日本全国が高規格道路で接続されていく。鉄道はそれよりも何十年も早くから全国ネットワークを形成していたのだが、全国を結ぶ道路網の整備に加え、国鉄の労働運動激化によるストライキの頻発もあり、貨物輸送の中心は鉄道からトラックへシフトし、1975年の国鉄労組によるスト権ストは貨物の流通を阻止できず失敗に終わった。道路網の整備は自家用車普及にも拍車をかけた。

### 車社会の完成
一方で日本独自の規格として進化を遂げた軽自動車が低価格な自動車として普及する。当初は主に軽トラックや軽バンとして業務用を中心に使われていたが、その後に軽自動車の性能や居住性が向上したことから、手頃な価格と税制による維持費の安さ、女性をターゲットにしたパステルカラーや可愛らしいデザインでセカンドカーとして普及した。1980年代後半から1990年代にかけては女性の社会進出が進み、1999年には男女雇用機会均等法が改正された。若い女性も男性と同じように働くため、運転免許を取得することが当たり前になっていく。
高度成長期に壮年男性から始まった自家用車の普及は、「一人一台の足」となり、日常生活のあらゆる場面で使用されるようになった。かつては庶民の夢や憧れであった自家用車は、世紀が変わる頃には日常の足としてどこへでも運んでくれる存在となっていた。

### 弊害の顕在化
交通事故や大気汚染が改善に向かう一方、新たな弊害が顕在化するようになった。
自家用車の普及が進んだことから、まず路線バスの輸送人員が減少していく。東武鉄道（現：東武バス）の北関東からの大規模な撤退により、1986年には群馬県館林市が日本で唯一の路線バスが走らない市となったことが話題を呼んだ。また1980年代には赤字ローカル線の廃止が進み、1987年には国鉄分割民営化が行われた。1980年代後半から1990年代にかけては地方の公共交通の衰退が進み、交通が不便だから車に乗る、車に乗るから鉄道やバスが衰退するという悪循環が進んだ。大手私鉄系バス会社が採算性の低下したバス事業を分社化し始めたのも1990年代からである。
さらに少子高齢化の進展により、地方だけでなく大都市部でもバス路線の廃止や減便が進み、1990年代後半から2000年代からは各地でブームのようにコミュニティバスの運行が開始されるが、それはすなわち民間企業の営利事業として公共交通が成り立たなくなっていったということでもあった。鉄道が廃止されバスに代わり、その一般路線バスも廃止や減便により廃止代替バスやコミュニティバスに置き換えられ、それすら利用者が少なく乗合タクシーやデマンド型交通に代替されていく。こうしてもはや自家用車を手放しては生きていけないところまでモータリゼーションが進んでいった。
21世紀に入ると、地方都市ではライフスタイルの郊外化とドーナツ化現象や、東京一極集中による人口流出が進み、日本各地の地方都市では駅前の中心市街地が衰退して「シャッター通り」と呼ばれるような空洞化が深刻になる。バブル崩壊以降の不景気による百貨店の衰退もこれに拍車をかけた。かつての普段は徒歩で商店街に行き、ハレの日は鉄道やバスで駅前の中心市街地の百貨店に行くというライフスタイルが崩れ、自家用車を足代わりにして幹線道路のロードサイド店舗でまとめ買いし、百貨店の代わりに巨大ショッピングモールに行くというライフスタイルが普及して、地方都市のターミナル駅周辺は急速にその求心力を失っていった。結果的にこれら地域では車がないと生活不能の状況に陥り、買い物難民や医療難民、高齢者による事故などの問題が生じた。
自動車検査登録情報協会の資料によると、2010年3月末の都道府県別の自家用乗用車1世帯あたり保有台数は、福井県が1位となり、以下富山県、群馬県、岐阜県と続いている。一方、最下位は東京都で大阪府、神奈川県と続く。上位となった県に共通する主な要素としては、農山漁村や小規模都市など鉄道や路線バスといった公共交通機関が衰退してその利便性が低い地域が多いことが挙げられ、概してこの様な地域では、自宅や企業・事業所、小売店舗などで駐車場の付帯も進んでおり、通勤や買い物などの日常生活に自家用車が欠かせない。
また鉄道や路線バスはおろか、コミュニティバスですらすでに廃止された地域もあり、地方における公共交通機関の衰退は著しいものがある。このような地域では、タクシー業者は存在するものの、地方では移動する距離が長くなるため、料金が高額になりやすい（1往復の利用に1万円以上かかることもある）という実情から日常の足として使用するには経済的負担が大きいことが多い。そのため、このような地域では、運転免許を返納した高齢者や免許を持っていない成人や未成人の場合でも上記のような実情から、身内や知人の車による送迎で通勤や買い物やレジャーを行うケースも多い。
生徒・学生も不便な公共交通を忌避し親の車での送迎に頼るようになった。これらの地域の学校（特に大学などの高等教育機関）では、公共交通機関の利便性の低さによりその学生の円滑な登下校に支障をきたして学生生活に悪影響が及ぶと学校側が判断した場合、運転免許取得対象年齢となったそれらの学生に対して条件付きではあるが、自動車による通学を許可する場合もある。これらの地域の公共交通機関において貴重な収入源となる運転免許を取得できない年齢の学生ですらも、公共交通機関ではなく、身内や知人の車で登下校するケースも少なくない。このように過度に車社会化の進んだ地域では精力的な道路整備が進められたにもかかわらず、通勤・帰宅ラッシュ時や登下校時間帯は道路混雑が慢性的に発生している。
一方で東京など下位の都府県は、人口の多い都市部を中心に鉄道を中心とした公共交通機関やタクシーが高度に充実し利便性が高いこと、それらの都心部では自動車を維持・運用するコスト（特に駐車場代）が高く付くうえ、自家用車の利便性が著しく低い（契約・時間貸し共の駐車場金料金の高額さ、駐車場の狭さ、慢性化した渋滞および信号待ちに伴う自動車平均速度の低さ、膨大な交通量や複雑な道路による運転難易度の高さなど）ことなどが理由として挙げられる。とくに2000年代以降は、失われた30年に代表される長期不況や価値観の変化、都心回帰の流れなどを背景に、自家用車を保有しない傾向（車離れ）が大都市（特に首都圏や京阪神）において目立つようになった。自動車保有率の低下は東京の都心周辺に住む若者に顕著だが、多摩地域や阪神間など公共交通が比較的充実した大都市圏郊外部、あるいは都市部の中高年層にまでその傾向が及びはじめている一方、上述のとおり公共交通機関が衰退した地方では車がなければ生活できないまでにモータリゼーションが進んでいる。

## 各地の実例
日本はモータリゼーションが進んでいるものの、東京、大阪の両大都市圏で公共交通の利用度が高いことなどから、2002年現在でG7（カナダを除く）中では自動車への依存度が最も低い水準となっている（旅客輸送人キロでみた鉄道のシェアは、日本が27.0%、イギリス6.4%、フランス5.6%、アメリカ0.6%などとなっている）。大都市圏の公共交通は非常に利便性が高い一方で、地方部では公共交通は運転免許が持てない通学生向けのダイヤになっている事が多く、成人にとっては不便で自動車なしには生活が困難な場合が多い。
1世帯あたりの都道府県別自家用乗用車保有台数（2023年3月末）は以下の通り。
上位5県
- (1) 福井県 1.698
- (2) 富山県 1.640
- (3) 山形県 1.635
- (4) 群馬県 1.585
- (5) 栃木県 1.563

下位5都府県
- (47) 東京都 0.416
- (46) 大阪府 0.623
- (45) 神奈川県 0.678
- (44) 京都府 0.796
- (43) 兵庫県 0.890

（全国平均 : 1.025）

### 北海道
広大な面積と希薄な人口密度により、元々モータリゼーションとの親和性が高い土地柄であったが、1970年代以降は産炭地の衰退とそれに伴う北海道自体の人口減少と相まって鉄道路線の廃止や減便が進み、北海道の国鉄の大半が赤字路線となり次々と廃線に追いやられた。1987年にJR北海道に転換後も、函館本線の上砂川支線が1994年に、深名線が1995年に、旧池北線の経営を引き継いだ第三セクターのちほく高原鉄道が2006年に廃線となった。2011年にJR北海道の経営危機が顕在化してからは廃線の動きが加速し、2014年に江差線の木古内駅 - 江差駅間、2016年に留萌本線のうち留萌駅 - 増毛駅間、2019年に石勝線の新夕張駅 - 夕張駅間、2020年に札沼線の北海道医療大学駅 - 新十津川駅間が廃止され、2021年には高波災害などにより2015年以降運休・バス代行となっていた日高本線の鵡川駅 - 様似駅間が正式に廃止された。また、先述の通り2016年に部分廃止された留萌本線については、2023年に石狩沼田駅 - 留萌駅間についても廃止されており、深川駅 - 石狩沼田駅間についても2026年に廃止することが合意されている。更に、北海道庁は北海道新幹線札幌開業時に並行在来線となる函館本線 長万部－小樽間の廃線・バス転換を2022年3月に決めた。その一方で高規格幹線道路の整備は着実に進み、廃止が合意された留萌本線の深川駅-留萌駅間に並行して深川留萌自動車道が1998年から、石北本線に並行する旭川紋別自動車道が2002年から順次開通していき、鉄道から自動車へのシフトが更に進んだ。更に、北海道では高規格道路の建設・計画が進んでおりこのまま高速道路整備が進むと北海道の鉄道はごく一部を除いて廃線になるとの見方もある。
このように北海道で高規格道路の建設が相次ぐのは国土交通省北海道局の予算配分が道路に極端に偏っており、それに対して鉄道に対する配分が非常に少ない事から、道路建設が推進される一方、鉄道の廃線が進む結果となっている。
他地域同様、郊外型ロードサイド店舗が増える一方、中小都市中心部の商店街が衰退しシャッター通り化している。町村部においてもその自治体で唯一のスーパーマーケットが閉店し、生鮮食料品の購入できる店が地区内に全くなくなるかコンビニエンスストア（セイコーマート）のみとなるなど、俗に言う「買い物難民」の高齢者世帯の増加が深刻化している。「出前商店街」などの移動販売、宅配、買い物代行、「デマンドバス」によるアクセス支援、市民協働による店舗誘致活動など、行政その他で各種取り組みが行われている。

### 両毛デルタ地帯
関東北部における「両毛デルタ地帯」と呼ばれる地域は、北関東YKKなど日本でも早期からモータリゼーションが発達した経済圏を形成している。   
この地域は関越道本庄児玉IC-高崎JCT区間・東北道佐野藤岡IC-加須IC区間・北関東道高崎JCT-太田桐生IC区間・国道17号・国道125号・国道50号といった道路群によってほぼデルタ形になるように囲まれており、その商圏は、群馬県南東部（うち太田、伊勢崎、館林と前橋・桐生南部の一部、高崎東部の一部）を中心に、栃木県安足地区（うち佐野・足利南部の一部）、埼玉県北部（うち羽生・行田・加須の旧北埼玉郡域と概ね児玉郡・大里郡およびこの2郡に属していた地域の深谷・本庄・熊谷の一部）に及んでいる。
館林市は1987年1月から市内の路線バスが全て廃止になり全国でも唯一の「バスなし市」になったのを始め（現在では広域公共路線バス が運行）、各地で廃止代替バスへの転換が相次いだ。
現在も群馬県民の交通手段は過度に自家用車に依存しており、例えば僅か100m先の場所に行くのも車を利用するのが26％、車を持っていない高齢者は他の人の車に同乗するのが主流、また高校生の通学には親に送迎してもらうのが約60％、という自家用車至上主義の為、群馬県の公共交通依存度はかなり低く3.5%でしかない。これは、同県が愛知県や広島県と並んで自動車関連の製造が基幹産業となっていることも影響している。

### 東海地方
静岡県遠州で盛んであった織機業を原点に、日本最大の自動車メーカーであるトヨタ自動車が本社および工場（愛知県三河）、スズキが本社および工場（静岡県遠州）、ヤマハ発動機が本社および工場（静岡県遠州）を構えるほか、本田技研（浜松市や三重県鈴鹿市）や三菱自工（愛知県岡崎市）が工場を立地するなど、下請けなどの関連企業が多数所在し、自動車産業が経済基盤となっている東海地方では、日本で最も早くから都市型モータリゼーションが発達し、最も早くから郊外型ライフスタイルが浸透していった地域である。このような都市型モータリゼーションは東海地方に限らず瀬戸内地方でも観られる。こちらも自動車関連が基幹産業（東洋工業が広島県内および山口県内に、三菱自工が岡山県倉敷市にもそれぞれ工場を立地している）になっている背景がある。
そのため、かつては多数の鉄道路線が存在したが、現在では多くの路線が廃線となり、名古屋圏など需要が見込める地域のみに路線が集中している状況である。しかし、前述の背景から、東海地方を代表する大手私鉄の名古屋鉄道ですらその輸送密度は、名古屋圏よりも人口の少ない福岡都市圏の西日本鉄道に対して劣っている。静岡・浜松大都市圏を基盤に展開する静岡鉄道、遠州鉄道においては準大手私鉄を抑え大手私鉄に次ぐ売上高を計上しながら主たる売上割合を占めるものは運輸業ではなく、静岡鉄道が自動車販売事業、遠州鉄道は商品販売事業によるものである。過疎地域だけではなく大都市内やその近郊でも鉄道の廃線や存続問題はたびたび話題になり、2005年には名鉄岐阜市内線が、2006年に桃花台新交通桃花台線が、それぞれ廃線になった。こうした現状に対し、名古屋市は基幹バスの導入などを行い、公共交通の利用促進を図っている。

### 四国地方
四国は高速道路の整備が遅れ、1980年代末になっても香川県・高知県のごく一部の区間しか開通していなかったが、1990年代に入ると高速道路の整備が急速に進み、2000年3月には井川池田IC - 川之江東JCTが開通したことで四国の高速道路ネットワークは完成の域に達した（四国8の字ネットワーク）。さらに1998年に明石海峡大橋が開通したことで岡山県を通らずに京阪神地区に直接道路で行けることになり、鉄道・航路のマイカー・高速バスシフトに拍車をかけた。高速道路網整備と反比例するようにJR四国の輸送人員は減少を続け2018年度は1988年度に比べて3割も減少した。

### 沖縄県
沖縄県は戦前には沖縄県営鉄道などの軌道系交通機関があったが沖縄戦により米軍によって破壊されて、戦後は米国の政策もあって半世紀以上鉄道が復活することはなく、2003年8月の沖縄都市モノレール開業まで軌道系交通機関がなかった。その為沖縄の交通は道路に一元化され、1970年代まではバス交通が発達したが、1978年の右側通行→左側通行への通路帯変更（所謂730）からは自家用車が急激に増加し、それと反比例してバス利用客が減り沖縄の主要交通の大半を自家用車またはレンタカーに依存する形となった為、現在那覇市の渋滞は全国でもワースト1にまでなっている。また沖縄県には主要バス事業者が4社あったが、2000年代に沖縄バスを除いて倒産する事態にもなった。沖縄県では渋滞を解消する為、モノレールを軸とした公共交通機関の再編、パークアンドライドの推進等を進めている。

## モータリゼーションの影響
自動車によるモータリゼーションの進展によって、以下のような現象が発生している。

### 事故・健康被害
交通事故
- 自動車の交通量の増加は事故の増加をもたらした。1990年代後半からは交通事故による死亡者数は減少傾向にあるが、自動車事故件数自体は増加している（詳しくは交通事故#統計の項を参照）。さらに2010年代になってから日本では高齢化を背景に運転中の高齢ドライバーの事故が問題となっている。警察や地方自治体は高齢ドライバーに免許返納を勧めているが、モータリゼーションの進行に伴って公共交通機関が崩壊してしまった地方では高齢者を含めてほとんどの住民はハンドルを手放すことができず（当然、返納後の運転は無免許運転になる）、悲惨な事故を防ぐためにも公共交通の整備が求められている[22]。
- 歩行者・自転車などの軽車輌、オートバイ、ミニカーを軽んじた政策がときに見られる。自治体によってはクリーンでエコロジーな車両として自転車利用が推進されているが、自転車の立場は自動車から見れば交通弱者、歩行者から見れば交通強者であり、自転車通行帯や法規等の整備が遅れていると事故が起きやすい。

道路交通を原因とする環境汚染
- 大気汚染・騒音などが、特に幹線道路の周辺において深刻である。現状では、排出ガス規制などで対応しているが、通行量そのものの増大もある。
- また、地球温暖化の要因と言われている二酸化炭素の排出源として、自動車の存在は無視できない。自動車は単位輸送量当たりの二酸化炭素排出量が鉄道や飛行機よりも格段に多い。工場での排出は規制のために改善が進んだが、自動車排気ガス対策は進んでいるとはいえず、個々の車の燃費は向上しているとはいえ利用の増加に到底追い付けるものではなく、世界的に二酸化炭素の排出量は増加を続けている。

運動不足
- 自動車による急激なモータリゼーションは、遠い場所の移動を簡易にしたが、その結果運動不足、肥満をはじめとする成人病を増加させてしまった。東京や大阪など、公共交通機関の発達している地域の住民は歩いて行ける箇所はタクシーを使わずに歩くが、地方都市など公共交通網が脆弱で車に依存した地域は近場でも自動車や、自動車を運転していない場合（高齢や妊娠中などの理由によって自動車の運転ができない場合など）は高額のタクシーを利用せざるを得ず、また身内・知人のマイカーで送迎してもらうことが多い（いわゆる「ドア・ツー・ドア」）。

### 経済
国家、地方財政の負担
- 道路の維持管理には非常にコストがかかり、その結果財政の悪化にも繋がっている。道路は、有料道路以外は無料で通行（フリーライド）できるものの、アスファルトの補修や清掃等の維持費はかかる。この費用は国道なら国が、県道や市道は地方自治体の負担であるが、道路の総距離数は年々伸長しており、それに伴い維持費も膨張している。ただし、道路の維持管理は原則として揮発油税や軽油引取税などから拠出されているため、道路の維持費が直ちに財政を圧迫しているとは云えない。
- 自動車の利用者の数は多く、また自動車メーカーなどの自動車関連企業から巨額の広告費を貰っているため、マスメディアも高速道路の建設批判には及び腰になる。特に地方紙は道路建設見直しを「地方軽視」と全面的に反対するところが多く、結果的に、未開通の高速道路は原則全線開通という土壌作りに加担したともいえる。[要出典]
- 新規の高速道路の建設方式の一環として「新直轄方式」が具体化されているが、無料開放されて収支が計上されない分だけ、自治体の負担が増える。
- 道路族議員による利用頻度の低い道路建設問題。

スプロール現象
- 公共交通機関を使わずに移動することが容易になったため、住宅地がそれまでの市街地を離れて設けられるようになった。また、自家用車での来店を前提とした大型駐車場を有するロードサイドショップやイオンなどに代表される大型ショッピングセンターが、バイパス道路沿いに進出するようになっている。また同様にこれらの商業施設は国道沿いのほか、住宅街の幹線道路を中心に広がり、「郊外に行けばどこへ行っても同じ風景（ファスト風土）」という錯覚さえ覚える結果となってしまった。こうした大型ショッピングセンターは、いずれも地域外の資本でつくられた店で、利益の大半は本社のある都心へ吸い上げられる。藤井聡の調査では、地元への還元率は1～2割に留まり、地域経済の疲弊を招くことが指摘されている[23]。
- これらは逆に、大型ショッピングセンター進出により買い物客がそこに流れ地方都市中心部の商店街はさらに寂れるといった中心市街地の空洞化、特に小型店鋪の衰退（いわゆるドーナツ化現象、シャッター通り）を促しているとされ、また交通弱者にとって、こういった地域で自立した生活を行うことは不可能に近い。米国では1920年代の自動車ブームにより、店舗が歩行者用の通りから車道沿いに移転し、車で通り過ぎる人々の目につきやすい風変わりな建造物の店舗が現れはじめ、ロードサイド建築（プログラミック建築、ノベルティ建築などとも）と呼ばれて1930年代に大流行した[24]。
- 高速道路等の開通により、地方から都市へ人口が流出するストロー現象も起きている（もっともこれは新幹線等にも共通する）。

### 生活
生活様式の変化
- さまざまな事柄が挙げられるが、個人の移動の自由を拡大したという点が大きい。
- 他人と乗り合わせる公共交通機関と違って、自家用車は「走る個室」として受け容れられたという点もある。

宅配便の発達
- それまで郵便小包や鉄道小荷物（チッキ）にたよるしかなかった個人の荷物の運送が、宅配便の登場により容易に行えるようになった。この発達には高速道路の拡大が大きく寄与している。通信販売やフリマアプリ、ネットオークションにも大きく役立っている。

交通渋滞
- 車間距離を含めて大きな空間を必要とする自動車が、一人乗りの移動手段として利用されることが多く無駄が大きい。自動車の量が増えたことで、渋滞が頻発するようになった。その解消のために各地で道路の新設・改良が進められているが、終わりがない。
- 大型連休期間やお盆および年末年始の時期の高速道路の渋滞も問題となっている。

### 公共交通
公共交通機関の衰退
- 赤字ローカル線を中心に廃線とバス転換が進み、国鉄の分割民営化直前の時期(全国で特定地方交通線に指定された多くの赤字ローカル線が廃止された時期)には、「（赤字ローカル線は）廃止対象線に指定してもらい、転換交付金を受けてバス転換に踏み切るべき」(1986年10月、北海道新聞)と鉄道廃止を肯定するような論評もあった[25]。
- 特に地方では、鉄道のローカル線や路線バスが利用者の減少によって経営状況が悪化し、廃止される路線も続出している。のと鉄道穴水-蛸島の廃止が決定したとき、石川県知事は「道路整備の進展が皮肉なことにのと鉄道を廃止に追い込んだ[26]」とコメントしたが、過去の鉄道廃線の例を出すまでもなく、モータリゼーションの進展が公共交通機関を衰退させる要因になることは多い（ただし、大都市における定員を超える乗車を前提とした交通機関の通勤輸送に対する姿勢をそのまま地方に当てはめることはできないとの指摘もある[誰によって?]。また、この問題については少子化と過疎化の問題についても考慮する必要がある[なぜ?]）。
- 自動車輸送（夜行高速バス）が躍進した引き替えに夜行列車は衰退した。
- 国土交通省や地方自治体の将来の交通計画を見ても道路建設を主としていたが、超高齢社会の進展に対し公共交通機関のさらなる活用を提案する地方自治体も増えてきた。対して、地方によっては、公共施設を、公共交通機関でのアクセスが不便でも自家用車でのアクセスおよび駐車場の確保が容易な、鉄道駅やバスターミナルから離れた幹線道路沿いに移転、新設するなど、「あらかじめ車を所有している家庭を前提にした」街づくりを行っている場合もみられる。

交通弱者の増加
- 公共交通機関や古い市街の衰退によって、もはやクルマなしでは食料品・日用品の買い物すらできない地域が存在するようになった。結果、買い物難民や医療難民など交通弱者の問題が拡大している。
- 特に広大な土地を抱える北海道では他地域同様、郊外型ロードサイド店舗が増える一方、都市中心部の商店街が衰退し、郊外においても地区唯一のスーパーマーケットが閉店するなど、買い物難民の高齢者世帯や低所得世帯の増加が深刻化している。「出前商店街」などの移動販売、宅配、買い物代行、「デマンドバス」によるアクセス支援、市民協働による店舗誘致活動など、行政その他で各種取り組みが行われている[16]。

## モータリゼーションの是正策
排気ガスからの二酸化炭素排出や高齢化社会の進展による運転事故の多発など、車社会の問題点が近年多く浮上している。そこでモータリゼーションで発生した問題への対応の動きが起こっている。
- バスの見直し
  - 路線バスの高度道路交通システム（ITS）を用いた高機能化・円滑化
  - BRT（バス・ラピッド・トランジット）や基幹バスの導入によるバス利用の推進

- 鉄道の見直し
  - 駅や車両の内装・外装刷新によるイメージアップ、清潔化
  - バリアフリー化
  - 新駅（場合によっては無人駅）の新設
  - パターンダイヤ化、増便
  - 既存路線の高速化
  - 次世代路面電車システム（LRT）を導入
  - パークアンドライド用駐車場設置
  - 免許返納者などに割引券提供
    - 前述の「自家用乗用車1世帯あたり保有台数のランキング」で保有率第2位に入っていた富山県の富山市で実施している。

- 貨物輸送のモーダルシフト
  - 長距離トラック一辺倒となっていた貨物輸送を、貨物列車の車輌・システム面での改良によって転換するもの。船舶の利用も含まれる。

- 都心部への自動車の乗り入れ制限
  - ヨーロッパでは都市中心部の乗り入れ制限が多く見られる。イギリスではロンドンでロードプライシング（道路課金）により乗り入れ制限が行われている。
  - 富山市は道路の容量を削ってLRTを導入、クルマ依存率の半減に成功[23]。
  - 京都市の四条通りでは、片側2車線を1車線に削り、3.5メートルだった歩道を6.5メートルに拡張[23]。

- 自動車総量規制
  - モータリゼーションそのものに強く反発する論者は、自動車総量規制によって自動車そのものの数を減らすべきであると主張している。

- グリーンニューディール政策
- コンパクトシティ政策
- Mobility as a Service（MaaS）の導入

一方で、自動車関連の産業や道路土木等の産業は経済で重要な役割を占めるため、モータリゼーションからの転換が進めば自動車関連産業の売り上げが低迷することにも繋がる。特に自動車製造業は多くの従業員と多くの協力会社によって支えられているため、自動車の販売不振は多くの労働者が失業することにも繋がる。

### 鉄道改良
世界的に鉄道高速化が積極的に推進されている。自動車依存度が非常に高いアメリカにおいても、高速鉄道を新設する計画が打ち出されている。日本では新幹線の高速化、新線延長はなされる一方、生活と密着している在来線の最高速度については一部の例外を除いて130km/hに限定され、最高速度のさらなる向上は困難な状況である。
都市内交通では路面電車の進化型であるライトレール（LRT）が注目されており、多くの路面電車のある都市でLRT化が行われている。日本でも、国土交通省がLRT（次世代型路面電車）導入を支援している。日本では富山市が路面電車に熱心であり、既存鉄軌道路線の改良・再編・延伸に取り組み2006年に富山港線を富山ライトレールに引き継ぎLRT化、2009年に過去に廃止された市街地の環状線を復活させる形で富山都心線が開業。その後宇都宮市が導入に積極的に動いたことで、2023年に日本初の全線を新設するLRT路線である宇都宮ライトレール（宇都宮芳賀ライトレール線）の開業させるに至っている。

### 是正策の状況
欧州では、モータリゼーションの行き過ぎを是正する動きがあり、2010年代から鉄道に重点的に投資する方向に動いており、コロナ禍で疲弊した民営鉄道会社を国有化する動きがあるほか、韓国でも鉄道投資を重点的に進めている。
ところが、日本の交通関係の投資は2020年時点においても道路（=自動車関連）に偏っており、鉄道への出資は道路の1/10にも満たない（しかも鉄道出資の殆どが整備新幹線関連である）。また国土交通省の方針も道路には潤沢な予算を割きながら公共交通の問題は地方自治体・事業者に丸投げしている状況である。日本政府の景気対策でも千円高速やガソリン値下げなどモータリゼーションに偏った政策が目立つ。このような日本の交通政策は世界的に見て常識から外れている、あるいは失格との論調もある。
また人口減少で道路通行量が減少する予測があり、若者をはじめとした車離れが進んでいるにも関わらず、道路整備に期待する自治体がほとんどである。その一方期間限定で公共交通の運賃を無料または大幅に割り引く政策を行う自治体も出ている。

## マスメディアの報道
前述のようにモータリゼーションに関わる問題が多く出ているにも関わらず、テレビ・全国紙などの大手メディアは自動車メーカーなどの自動車関連企業から巨額の広告費を貰っているため、モータリゼーションを肯定する報道になりがちである。2009年3月から2011年6月までETC搭載車に限った大幅な料金割引、いわゆる「千円高速」が実施され、更に社会実験として2010年6月～2011年6月まで高速道路無料化が一部路線で実施されたが、その時の特にテレビ報道はこの施策を肯定する報道一色で、渋滞多発や公共交通機関への影響を報じる事は殆どなかった。また、徳島新聞は社説で「整備新幹線の建設は見合わせてはどうか」（2013年12月25日付）と主張する一方で、「新たに税金を注入しても千円高速を存続すべきだ。」（2011年6月15日付）、「更なる高速道路建設を望みたい」（2015年3月14日付）などと道路中心主義の傾向が見られた。読売新聞でも西九州新幹線開業時の報道で整備新幹線に関しては人口減少時代に必要なのか懐疑的な見方をして、世界で進んでいるモーダルシフトの関連からは整備新幹線建設の必要性は報じなかった。また、同じく読売新聞は赤字ローカル線の廃止→代替バス化を支持している。更に、前述の通り政府の公的支援で道路関係に比べて公共交通に対する支援額が極めて少ないが、テレビや新聞等の大メディアはこの不平等を報じることはない。2005年の名鉄岐阜市内線廃止の際の報道に関しては路線に対する思い出など郷愁一色で、行き過ぎたモータリゼーションに対しての見直し論・路面電車の再生論は殆ど報じられなかった。岐阜市内線の廃止については海外メディアでは「今どき、珍しい廃止」と皮肉混じりに報道されたが、この事実は日本のマスコミでは全く報じられなかった。
中日新聞の地盤である東海三県にはトヨタをはじめとする複数の自動車メーカーが存在する為、上記のモータリゼーションの影響に対する解決策としてエコカーや自動運転車の普及等モータリゼーションを推進する報道は頻繁になされるが、バス運転士不足など公共交通機関が抱えている問題についても報道は極めて少ない。また、中日新聞に限らず各紙にはパブリシティという形で高速道路建設の有用性についての全面広告がしばしば掲載され、また高速道路整備推進のシンポジウムが新聞社主催で行われたりする。更に新聞各紙はトヨタ自動車の決算が好調なのと道路整備が着実に進んでいること等モータリゼーションの華々しい記事はしばし掲載されているが、先に挙げた問題点を始め車の国内販売が伸び悩んでいることやトラック運転手不足（所謂2024年問題）などモータリゼーションが曲がり角に来ている問題は報じようとしない。また全国紙の中には公共交通であるバス運転士不足をモータリゼーション進展による経営悪化→低待遇化を取り上げようとせず、ジェンダー問題からバス運転士不足が生じていると報じている
その一方、経済誌では週刊東洋経済などがこの問題には2000年代から取り組んでおり、千円高速をはじめとした日本政府のモータリゼーション偏重主義やローカル線廃止に伴う問題点などモータリゼーションの問題点を取り上げている。また地方テレビ局でもモータリゼーションの負の一つである交通渋滞を取り上げ、渋滞緩和には公共交通利用推進を図るべきと述べている。